# Макнейр, Роналд Эрвин
Ро́налд Э́рвин Макне́йр (англ. Ronald Ervin McNair; 21 октября 1950 — 28 января 1986) — астронавт НАСА, США. Дважды совершал полёты в качестве специалиста полета на шаттле «Челленджер»: — STS-41B (1984) и STS-51L (1986), физик. Был в составе экипажа из 7 астронавтов шатла «Челленджер» и погиб при его старте 28 января 1986 года в самом начале своего второго полёта.

## Рождение и образование
Родился 21 октября 1950 года в городе Лейк-Сити, штат Южная Каролина. В 1967 году окончил среднюю школу в городе Лейк-Сити, он был членом Объединенного методистского комитета по вере. В 1971 году окончил Университет агропромышленности и техники штата Северная Каролина и получил степень бакалавра наук по физике, был членом Братства «Омега Пси Пси». В 1975 году изучал лазерную физику в Институте теоретической физики во Франции. В 1976 году в Массачусетском технологическом институте защитил диссертацию и получил степень доктора философии по физике.

## ДоНАСА
В 1971—1976 годах работал в Массачусетском технологическом институте занимаясь разработкой химических HF/DF (водородно-фторовых) лазеров и CO2-лазеров высокого давления. Занимался экспериментальным и теоретическим анализом взаимодействия интенсивного излучения CO2-лазера с молекулярными газами.
С 1976 года работал в исследовальских лабораториях фирмы Хьюз в городе Малибу в Калифорнии. Занимался разработкой низкотемпературных лазеров с оптической накачкой для разделения изотопов и фотохимии.
Опубликовал несколько статей с результатами своих работ в области физики лазеров и молекулярной физики.
Пять раз становился призёром региональных чемпионатов по карате, в 1976 году получил золотую медаль американской ассоциации карате (AAU Karate Gold Medal). Имел чёрный пояс 5-го дана по карате, был инструктором по карате.
У него осталась жена Черил и двое детей. Увлекался: игра на саксофоне, занимался бегом, боксом, футболом, любил готовить.

## Космическая подготовка
16 января 1978 года зачислен в отряд астронавтов НАСА во время 8-го набора. Прошел курс Общекосмической подготовки (ОКП) и в августе 1979 года был зачислен в Отдел астронавтов в качестве специалиста полета.

## Космические полёты
- Первый полёт — STS-41B[3], шаттл «Челленджер». C 3 по 11 февраля 1984 года в качестве специалиста полета. Продолжительность полёта составила 7 суток 23 часа 15 минут[4].
- Второй старт — STS-51L[5], шаттл «Челленджер». 28 января 1986 года в качестве специалиста полета. Через 73 секунды после старта из-за дефекта уплотнительного кольца твердотопливного ускорителя шаттл взорвался, весь экипаж погиб[6].

Общая продолжительность полётов в космос — 7 дней 23 часа 15 минут.

## Награды
Награждён: Медаль «За космический полёт», Космическая медаль почёта Конгресса.

## Память
Погиб 28 января 1986 года во время катастрофы шаттла Челленджер. Был первоначально похоронен на негритянском кладбище в городе Лэйк-Сити, но в марте 2004 года останки астронавта были перенесены в специально разбитый в городе Мемориальный парк имени Р. Макнейра. Его имя увековечено на «Космическом зеркале» — Мемориале астронавтов, расположенном в Космическом центре имени Кеннеди, штат Флорида.